# Megalosaurider
Megalosauridae var en familj av theropoder inom överfamiljen megalosauroidea. De var små till mellanstora theropoder med skarpa tänder, tre kloförsedda fingrar på varje hand samt tretåiga fötter. Några av medlemmarna i denna grupp av dinosaurier var Megalosaurus, Eustreptospondylus och Torvosaurus. Megalosauriderna levde bara mellan mellersta och senare delen av juraperioden med representanter i Europa, Nordamerika, Sydamerika och Afrika. Deras närmaste släktingar var de underliga spinosauriderna.
Precis som Megalosaurus själv, har familjen Megalosauridae, vars namn myntades av Huxley redan år 1869, traditionellt använts som en "sopkorgsgrupp" för oplacerbara släkten. Den kom då att innehålla en stor mängd av relativt obesläktade arter (så som Dryptosaurus, Ceratosaurus och Dilophosaurus). På grund av denna traditionella polyfyletiska användning förkastade en del forskare, som till exempel Paul Sereno (2005), familjenamnet Megalosauridae för att i stället ta till namnet Torvosauridae (Jensen, 1985), trots att Megalosauridae har prioritet under ICZNs regler om behärskning av familjenamn i zoologi. På liknande sätt förkastar Sereno och andra forskare användandet av superfamiljens namn Megalosauroidea för att i stället använda sig av "Spinosauroidea".

## Släkten
Eustreptospondylinae
- Eustreptospondylus
- Magnosaurus
- Streptospondylus

Megalosaurinae
- Duriavenator
- Afrovenator
- Dubreuillosaurus
- Megalosaurus
- Torvosaurus
- Wiehenvenator